# The Public Enemy
The Public Enemy er en amerikansk kriminalfilm fra 1931. Filmen blev instrueret af William A. Wellman og havde James Cagney, Jean Harlow og Edward Woods i hovedrollerne.
Filmen fortæller historien om en ung mands karriere i den kriminelle underverden i forbudstidens urbane USA. Manuskriptet er baseret på en upubliceret roman, Blood and Beer skrevet af to tidligere journalister, John Bright og Kubec Glasmon, der havde været vidne til nogle af Al Capones morderiske banderevalier i Chicago. 
Filmen blev nomineret til en Oscar for bedste historie.

## Eksterne Henvisninger
- The Public Enemy på Internet Movie Database (engelsk)
- The Public Enemy på Filmdatabasen
- The Public Enemy på Scope
- The Public Enemy i Svensk Filmdatabas (svensk)
- The Public Enemy på AlloCiné (fransk)
- The Public Enemy på MovieMeter (nederlandsk)
- The Public Enemy på AllMovie (engelsk)
- The Public Enemy hos American Film Institute (engelsk)
- The Public Enemys profil hos Encyclopædia Britannica Online (engelsk)
- The Public Enemy på Turner Classic Movies (engelsk)